# 카드섹션

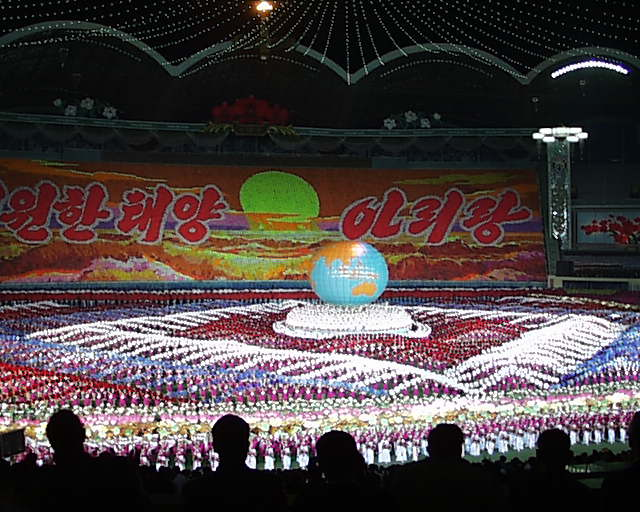
카드섹션의 예시

카드섹션(영어: card section)은 일정한 간격으로 앉은 사람들이 다양한 색깔의 종이나 천을 이용하여 글자나 그림을 표현하는 것으로 한국에서는 1967년 전국체전 때부터 실시하였는데, 시간이 지날수록 규모와 기교는 다양해지고 있다. 영미권에서는 카드 스턴트(card stunt), 조선민주주의인민공화국에서는 배경대(背景臺)라고 한다.

## 같이 보기
- 파도타기 응원
- 집단체조